# 5068 Креґґ
5068 Креґґ (5068 Cragg) — астероїд головного поясу. Відкритий 9 жовтня 1990 року Робертом Макнотом. Названий на честь астронома-любителя Томаса Крейґґа.
Тіссеранів параметр щодо Юпітера — 3,209.